# Artio
Artio – celtycka bogini związana z kultem niedźwiedzia, czczona m.in. przez Helwetów.
Podobnie jak Arduinna, Abnoba, Cernunnos czy Esus, należała do bóstw łączonych z konkretnymi zwierzętami łownymi. Wskazuje na to źródłosłów jej imienia (gr. arktos, ir. art, bret. arth) oznaczający niedźwiedzia. Kult jej był z pewnością praktykowany w okolicach dzisiejszego Berna, gdzie w pobliskim Muri odnaleziono w 1832 r. brązową statuetkę wotywną z czasów rzymskich, ofiarowaną bogini przez Licinię Sabinillę, z dedykacją Deae Artioni. Przedstawia ona umieszczone na podłużnym cokole postacie potężnej niedźwiedzicy i siedzącej na tronie kobiety, do której wysuwa łeb zwierzę oparte tyłem o drzewo. Postać kobieca wydaje się karmić je z trzymanej w ręku patery owocami, których pełny kosz stoi obok. Scena figuralna widocznie symbolizuje Artio jako boginię obfitości i opiekunkę niedźwiedzi (zwierzę to figuruje do dziś w historycznym herbie Berna), posiadającej cechy bogini-matki. Inny relikt jej kultu w postaci utrwalonego na skale napisu Artioni Biber zachował się w wąwozie koło Weilerbach. 
Przyjmuje się, że jej męskim odpowiednikiem mógł być czczony w Galii Artaios (utożsamiany z Merkurym), którego ślad kultu w czasach rzymskich stwierdzono w Beaucroissant.